# Good Clean Fun
I Good Clean Fun sono una hardcore punk band formatasi nel 1997 a Washington che deve il nome all'omonima canzone dei Descendents. Il gruppo usa l'ironia per sviluppare tematiche quali il veganismo, lo straight edge e l'ottimismo.
Le principali influenze sulla band sono dei newyorkesi Gorilla Biscuits, ma prendono spunto anche da 7 Seconds, Minor Threat, e Youth of Today.
Dopo aver pubblicato tre album, la band si sciolse nel 2002 dicendo che la loro missione era stata compiuta. Tornarono con una riunione che li portò in tour per l'America per poi pubblicare un altro disco nel 2006.

## Formazione
I Good Clean Fun sono noti per i continui cambi di formazione, i membri presenti e passati sono:
- Mr. Issa
- Aaron Mason
- Alex Garcia-Rivera
- Anita Storm Van Leeuwan
- Ryan Smith
- Eddie Smith
- Danny McClure
- Justin Ingstrup
- Austin Hedges
- Kelly Green
- Mike Phyte
- John Delve
- Casey Watson
- Steve Heritage (da Assück and Anthem 88)
- Andrew Black
- John Committed
- Jeff Grant (da Stop It!! and Pink Razors)
- Scott Andrews (da The Scare)
- Rapha (da Undressed Army)
- Pete D.C.
- Seth
- Thom Lambert

## Discografia

### Album in studio
- 1999 - Shopping for a Crew
- 2000 - On the Streets Saving the Scene from the Forces of Evil
- 2001 - Straight Outta Hardcore
- 2006 - Between Christian Rock and a Hard Place

### Live
- 2000 - Live in Springfield
- 2006 - Today the Scene, Tomorrow the World

### Raccolte
- 2002 - Positively Positive 1997-2002
- 2007 - Crouching Tiger, Moshing Panda

### Split
- 2001 - Throwdown/Good Clean Fun
- 2006 - Thumbs Up!

### EP
- 1998 - Shopping for a Crew EP
- 1998 - Who Shares Wins
- 2000 - Let's Go Crazy/Victory Records Sucks
- 2001 - Shawn King Can Suck It